# ガスタービン機関車
ガスタービン機関車（ガスタービンきかんしゃ、英語: Gas turbine locomotive）は、ガスタービンを動力とした機関車である。ガスタービン機関車は、大部分が電気式の伝達装置を用いている。しかし、初期のものには機械式の伝達装置を用いる機関車も見られる。
この項目では、機械式伝達装置を用いたガスタービン機関車について記述する。電気式の伝達装置を用いたガスタービン機関車については電気式ガスタービン機関車を参照。

## 概観
電気式の伝達装置が用いられる場合、原動機は通常単軸であり、ひとつのタービンでコンプレッサーと出力軸を駆動する。
一方、機械式の伝達装置を用いる場合、動力発生用のタービンは静止状態から起動する必要があり、このためより複雑な仕組みが必要となる。選択肢の一つはコンプレッサーを駆動するためのタービンと出力軸を駆動するタービンを持つ2軸の装置である。他の選択肢として、ガスタービンとは別に回転式あるいはピストン式のガス発生器を設ける装置がある。

## 実例
以下は、機械式ガスタービン機関車の実例である:
- 1933年 NOHAB、スウェーデン、軸配置1-B-1
- 1951年 ルノー、フランス、軸配置B-B、出力1,000 hp
- 1954年 ゲータヴェルケン、スウェーデン、軸配置1-C-1、出力1,300 hp
- 1958年 ルノー、フランス、軸配置C-C、出力2,000 hp
- 1958年 シュコダ、チェコスロバキア、TL 659.0（チェコ語版）出力3,200 hp
- 1959年 イギリス国鉄GT3形（英語版）、イギリス、軸配置2-C-0、出力2,700 hp
- 1960年 ソビエト、GT101形ガスタービン機関車（ロシア語版）、軸配置C-C

## 歴史

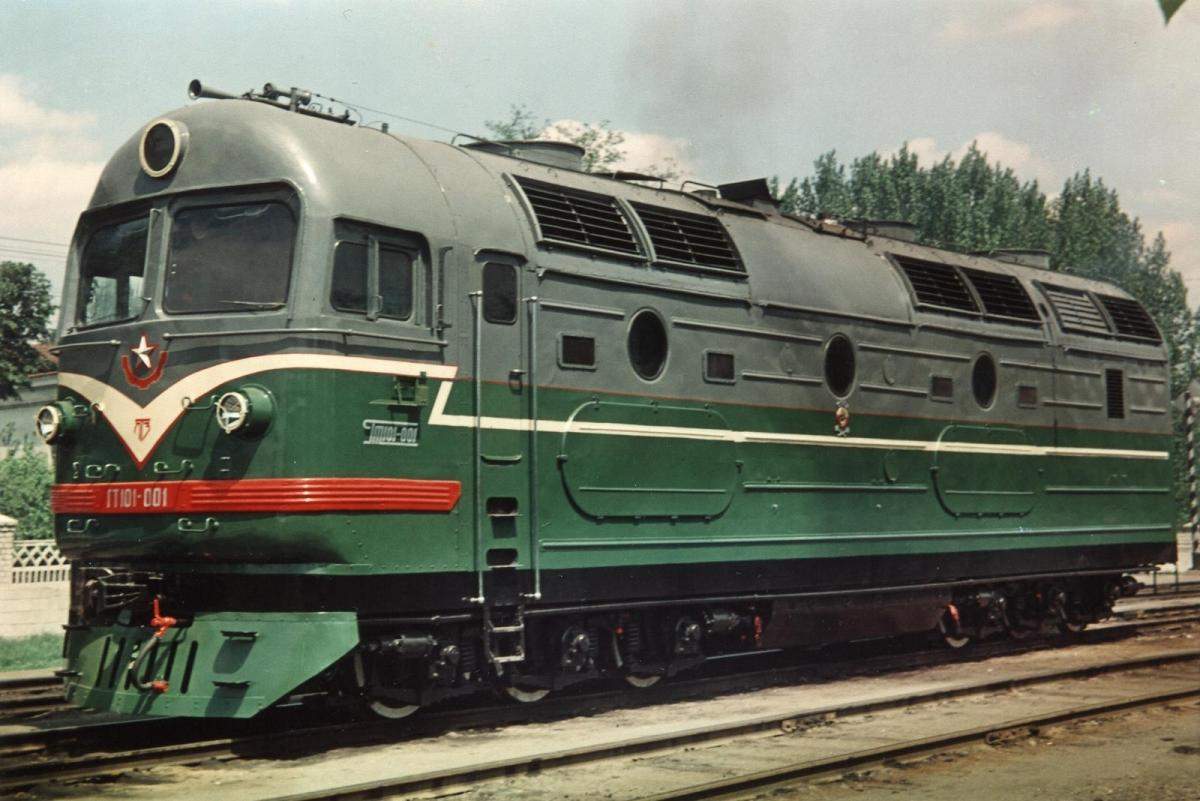
ソビエトのGT101形ガスタービン機関車

ガスタービン機関車の開発は1920年代、フランスとスウェーデンが先行したが、完成したのは1933年であった。これら初期の実験ではガス発生器としてピストンエンジンが用いられた。この方式は普及しなかったが復活するかもしれない。通常のガスタービン式機関車の普及においては、燃料消費が多い事が障害となっており、常に最大負荷では運転しない機関車では、ピストンエンジンをガス発生器として使用する事はタービン式の圧縮機に比べ燃費を向上させる手段として有効である。

### フランス
ルノーによって機関車が製造され、ガス発生器としてペスカーラ（Pescara）フリーピストンエンジンが用いられた。機関は水平に配置されたシリンダの両端にピストンがある2サイクルディーゼルエンジンで、クランクシャフトが無く、分離されたシリンダから圧縮された空気の反発で元の位置に戻った。ディーゼルエンジンの排気ガスはガスタービンを駆動し、2段変速機を介して推進軸から車輪へ伝達した。

### スウェーデン
パワーガス機関車はゲータヴェルケン社によって製造された。機関は垂直に配置された5気筒の対向ピストン式2サイクルディーゼルエンジンで、1本のクランクシャフトが上下のピストンと連結されていた。ディーゼルエンジンの排気でガスタービンを駆動して減速歯車を介してジャックシャフトとサイドロッドで車輪へ伝達した。

### ソビエト
1960年に液体変速機を備えたGT101形ガスタービン機関車がAN Shelestの主導によって開発されたsvobodnoporshnevogoガス発生器を備える。2形式の派生型が設計されたが、複数の技術的な問題によって1960年に先行型(GT101-001)のみが製造されたが、GT101は通常運行には使用されなかった。

## 石炭燃焼
1940年代～1950年代にかけて、アメリカとイギリスで粉炭を燃料とする機関車の研究が行われ、試験機が製造された。灰の粒子によるタービンブレードの侵食を避ける事が主な問題であった。いくつかの試験が行われたが、本格的な量産は行われず計画は中止された。 

### アメリカ
アメリカの計画は燃料燃焼式ガスタービンに似た方式で、灰をフィルターで取り除く物だった。1946年アメリカで行われた研究の詳細はイギリスのロンドン・ミッドランド・スコティッシュ鉄道に採用された。

### イギリス
1952年12月23日、イギリス燃料電力省ではイギリス国鉄向けに石炭燃焼式ガスタービン機関車が計画された。機関車はノース・ブリティッシュ・ロコモティブ社、タービンはC.A.パーソンズ社で製造される予定であった。
仕様
この機関車は計画のみに終わった。仕様は以下のとおりである。
- 車輪配置: 当初はC-Cだったが、後には変更1A1A-A1A1。
- 出力: 1,800、後に1,500馬力に減少。
- 重量: 117トン、後に150トン

計画の概要は、
- 牽引力
  - 30,000 lbf （時速72マイル）
  - 45,000 lbf at（時速50マイル）

- 熱効率
  - 10% （1/10負担時）
  - 16% （半負担時）
  - 19% （全負担時）

変速機は機械式で2速だった。
この機関車の模型がグラスゴー交通博物館、研究記録がイギリス国立鉄道博物館に所蔵されている。
1961年にイングリッシュ・エレクトリックのバルカン・ファウンドリーでGT3が製造された。同時期、イングリッシュエレクトリックは転車台の不要な電気式ディーゼル機関車の開発に注力しており、しかも運行経費はガスタービン機関車よりも安かったので1962年に返却され、1966年に解体された。